# Grézillac
Grézillac är en kommun i departementet Gironde i regionen Nouvelle-Aquitaine i sydvästra Frankrike. Kommunen ligger i kantonen Branne som tillhör arrondissementet Libourne. År 2022 hade Grézillac 688 invånare.

## Befolkningsutveckling
Antalet invånare i kommunen Grézillac
Referens:INSEE